# Santuari de fauna salvatge de Sakteng

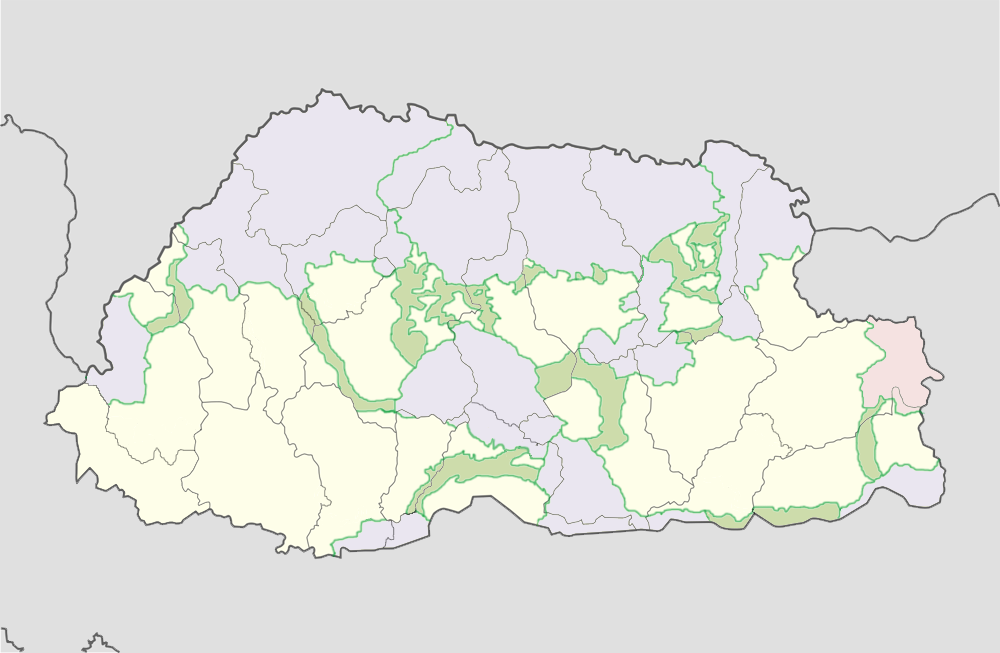
Localització del Santuari de Fauna Salvatge de Sakteng

El Santuari de fauna salvatge de Sakteng és un santuari de fauna situat a l'extrem est de Bhutan. Es va establir l'any 2003 i té una superfície de 740,6 km² que cobreix 3/4 parts dels municipis de Merak i Sakteng que formen part del districte de Trashigang i part del municipi de Lauri que forma part del districte de Samdrup Jongkhar. El santuari està connectat a través d'un passadís biològic cap al sud fins al Santuari de Fauna de Khaling, situat al districte Samdrup Jongkhar. Dins del santuari hi neixen tres rius molt importants per a Bhutan: el Manas Chu, el Bada Chu i el Dhansiri Chu.

## Fauna i flora
Dins la zona protegida hi trobem gran varietat d'hàbitats que van des dels 1.700 als 4.100 metres sobre el nivell del mar i que inclou prats alpins, boscos temperats o boscos càlids de fulla ampla. Dins de la flora de la zona hi podem trobar 35 espècies de rododendres, de les 46 que es troben al país. Aquesta gran varietat fa que se'l conegui com "el paradís de les rododendres". També hi trobem 203 espècies, entre arbres, arbustos i plantes vàries.

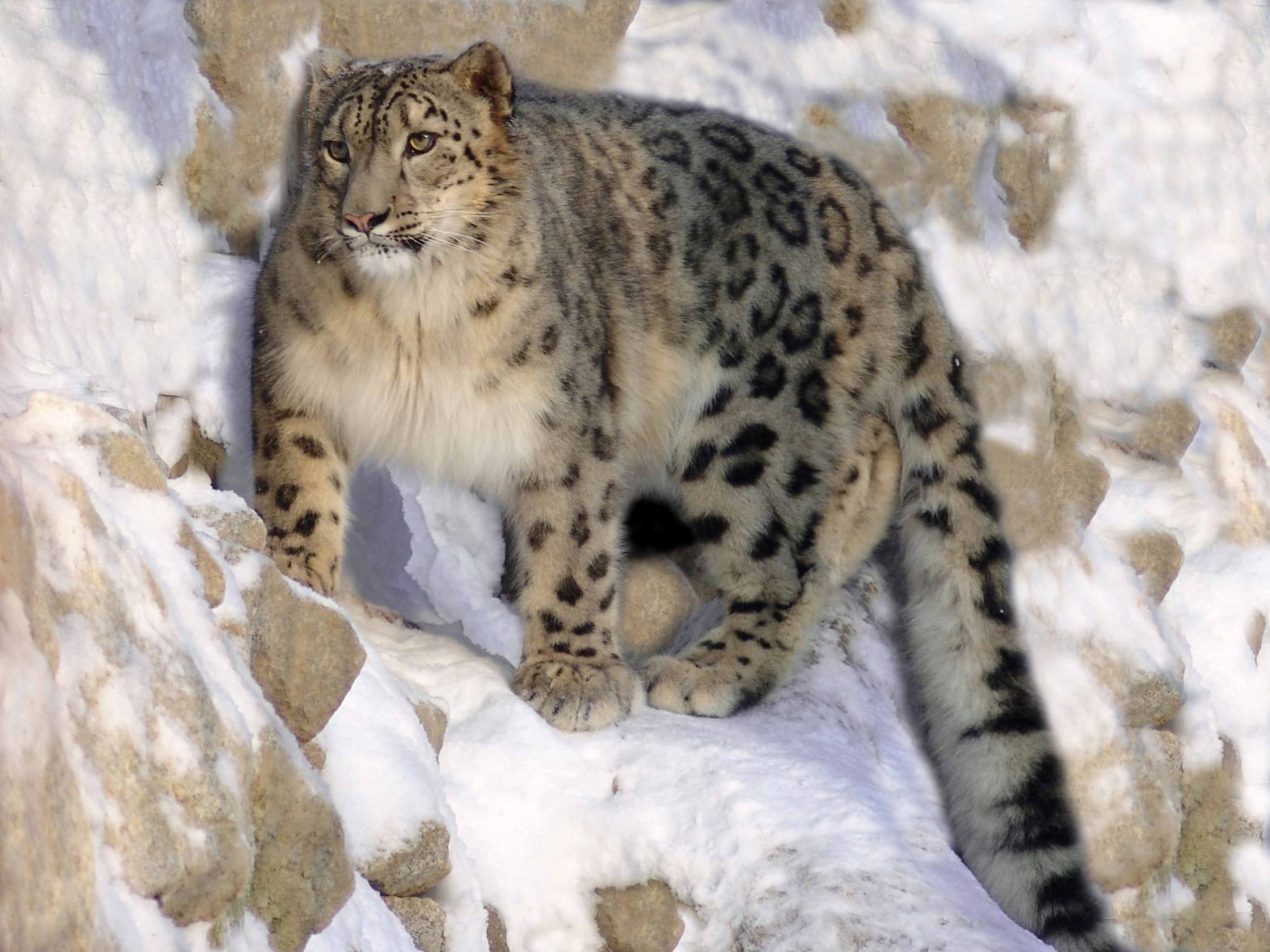
Pantera de les neus

Sobre la fauna, el santuari compte amb una vintena d'espècies de mamífers, alguns d'ells en perill d'extinció com el panda vermell, el lleopard de les neus, el goral, el langur de l'Himàlaia, l'os negre de l'Himàlaia o el serau de l'Himàlaia. També hi trobem 147 espècies d'aus com el faisà sagnant i el botxí dorsigrís.

## Població
A part d'animals i plantes, dins el santuari també hi trobem assentaments humans. Als municipis de Merak i Sakteng hi viuen uns 6.000 habitants nòmades anomenats brokpas que crien iacs per la seva subsistència, combinada amb l'agricultura a cotes més baixes. Els brokpas tenen la seva pròpia llengua (anomenada brokpake), cultura, tradicions i vestimenta diferenciada de la resta del país. Els brokpas practiquen la poliàndria.

## Disputes
Durant els últims temps, la Xina i Bhutan han estat en disputa sobre aquesta reserva. La Xina reclama aquesta regió com a pròpia, segurament com a extensió del seu conflicte fronterer amb l'Índia. Segons Tenzin Lamsang, editor del diari The Bhutanese "tots els mapes oficials xinesos mostren el santuari de Sakteng com a part de Bhutan. L'any 2014 la Xina va presentar un nou mapa en el qual ampliava les seves fronteres incloent la regió índia d'Arunachal Pradesh, tot i que el santuari de Sakteng continuava apareixent com a part de Bhutan".